# Terremoto de Amatrice de 1639
El terremoto de Amatrice de 1639 fue un terremoto que ocurrió el 7 de octubre de 1639 en cercanías de Amatrice, en el valle superior del río Tronto, en lo que era por esa época el Reino de Nápoles, actualmente Italia. La magnitud del terremoto se estima fue 6,01 en la escala Richter.

## Historia

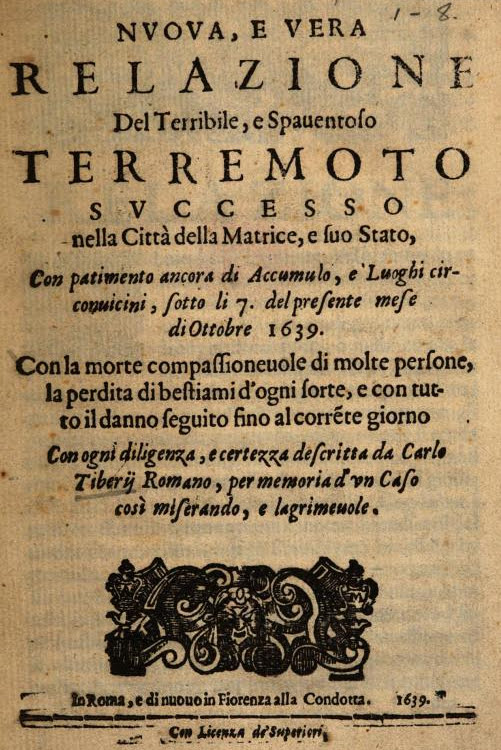
Carlo Tiberi Romano, Nuevo y verídico informe del terrible terremoto de Amatrice y su región (Roma, 1639)

La ciudad fue destruida por el terremoto, cuya duración fue de quince minutos y causó unas 500 muertes (aunque muchos cuerpos quedaron enterrados bajo los escombros). Se estimó que los daños estuvieron entre 400,000 y 1 millón de escudos  de la época. El príncipe de Orsini abandonó la ciudad.
El 14 de octubre siguiente hubo una fuerte réplica.
Muchos habitantes escaparon hacia la campiña, donde se armaron tiendas de campaña, mientras que otros buscaron refugio en la iglesia de San Domenico. Entre los edificios destruidos o muy dañados, estuvieron: el palacio del príncipe de Orsini  (que no se encontraban en el poblado cuando ocurrió el sismo), el Palazzo del Reggimento (Palacio del Regimiento), la iglesia del Sagrado Crucifijo, y otras casas. El pueblo organizó rosarios y procesiones para invocar por la finalización del terremoto. También se perdieron muchas cabezas de ganado (que era la principal fuente de ingresos por esa época), lo cual obligó a muchas personas a emigrar a Roma y Ascoli Piceno.
Los efectos del terremoto fueron descritos en detalle en un informe publicado por Carlo Tiberi en 1639, posteriormente revisado y actualizado en una segunda edición ese mismo año.